# Ischnura pamelae
Ischnura pamelae är en trollsländeart som beskrevs av Vick och Davies 1988. Ischnura pamelae ingår i släktet Ischnura och familjen dammflicksländor. IUCN kategoriserar arten globalt som sårbar. Inga underarter finns listade i Catalogue of Life.